# 恩內斯特·柯肯德爾
恩內斯特·歐利維·柯肯德爾（英語：Ernest Oliver Kirkendall，1914年7月6日—2005年8月22日）是一位美國的化學家與冶金學家。1947年柯肯德爾發現了柯肯德爾效應。

## 生平
柯肯德爾成長於密西根高地公園，於底特律的韋恩州立大學取得學士學歷。在取得密西根大學的碩士與博士學位後，柯肯德爾回到韋恩州立大學講授化學工程。1984年柯肯德爾獲入選「工程大學名人堂」（College of Engineering's Hall of Fame）。柯肯德爾最終死在維吉尼亞州亞歷山卓的一間養老院裡。

## 延伸閱讀
- Nakajima, Hideo. . Journal of Metals. 1997, 49 (6): 15–19  [2018-01-14]. doi:10.1007/bf02914706. （原始内容存档于2021-03-07）.